# Station Tsjoem
Station Tsjoem (Russisch: станция Чум) is een spoorwegstation van het rayon (otdelenieje)  Sosnogorsk van de Noordelijke spoorlijn in de Russische autonome deelrepubliek Komi, gelegen bij de oever van de rivier de Oesa. Er worden geen goederen verkocht aan passagiers. De naam is afgeleid van de tsjoem, een tent die door veel nomadische volkeren rond de poolcirkel in Rusland wordt gebruikt.
Vanaf Tsjoem begint het in gebruik zijnde deel van de Poolcirkelspoorlijn Tsjoem – Labytnangi. Op het station stoppen de langeafstandstreinen van Sivaja Maska naar Vorkoeta en Labytnangi en de lokale treinen tussen Station Inta-1 (bij Inta) en Vorkoeta en tussen Labytnangi en Vorkoeta. De treinen op de route Labytnangi – Vorkoeta worden gedraaid op het Station Sejda en passeren het station daardoor tweemaal.
Het station werd net als de spoorlijn aangelegd door Goelagdwangarbeiders in de Tweede Wereldoorlog voor de verbinding van de steenkoolvelden van Petsjora met het centrale spoornetwerk.